# Anke
Anke (2000–2001) – niemiecki serial komediowy w reżyserii Svena Unterwaldta.
Jego światowa premiera odbyła się 28 stycznia 2000 roku na kanale Sat.1. Ostatni odcinek został wyemitowany 23 lipca 2001 roku. W Polsce serial nadawany był na kanale Tele 5.

## Obsada
- Anke Engelke jako Anke
- Ingo Naujoks jako Tom
- Frank-Leo Schröder jako Michi Schröder
- Roswitha Schreiner jako Lisa
- Sandra S. Leonhard jako Nikki

## Spis odcinków
| N/o            | Tytuł niemiecki                                       |
| -------------- | ----------------------------------------------------- |
|                |                                                       |
| SERIA PIERWSZA |                                                       |
|                |                                                       |
| 01             | Anke, von Männern krieg ich nie genug!                |
|                |                                                       |
| 02             | Anke, meine Freunde nutzen mich nur aus!              |
|                |                                                       |
| 03             | Anke, ich bin viel zu fett!                           |
|                |                                                       |
| 04             | Anke, hilf mir, ich finde mich häßlich!               |
|                |                                                       |
| 05             | Anke, ich verliebe mich immer in die falschen Männer! |
|                |                                                       |
| 06             | Anke, mein Kind ist von einem anderen                 |
|                |                                                       |
| 07             | Anke, meine Eltern haben alles falsch gemacht!        |
|                |                                                       |
| 08             | Anke, mein Freund steht auf Männer                    |
|                |                                                       |
| 09             | Anke, mein Partner ist im Bett 'ne Null               |
|                |                                                       |
| 10             | Anke, ich liebe einen Knacki                          |
|                |                                                       |
| 11             | Anke, ich steh' total auf Machos                      |
|                |                                                       |
| 12             | Anke, ich will mein Leben ändern                      |
|                |                                                       |
| 13             | Anke, was soll bloß aus mir werden?                   |
|                |                                                       |
| SERIA DRUGA    |                                                       |
|                |                                                       |
| 14             | Anke, bei mir läuft alles schief                      |
|                |                                                       |
| 15             | Anke, für Geld tue ich alles                          |
|                |                                                       |
| 16             | Anke, ich liebe einen Jüngeren                        |
|                |                                                       |
| 17             | Anke, ich kämpfe gegen Vorurteile                     |
|                |                                                       |
| 18             | Anke, Männer zeigen keine Gefühle                     |
|                |                                                       |
| 19             | Anke, alle lachen über mich                           |
|                |                                                       |
| 20             | Anke, manchmal komme ich mir dumm vor                 |
|                |                                                       |
| 21             | Anke, ich wär gern sexy                               |
|                |                                                       |
| 22             | Anke, ich hab Angst um meinen Job                     |
|                |                                                       |
| 23             | Anke, heute mache ich reinen Tisch                    |
|                |                                                       |
| 24             | Anke, ich suche meinen Traummann                      |
|                |                                                       |